# Alamosa
Alamosa és una població dels Estats Units a l'estat de Colorado. Segons el cens del 2000 tenia 7.960 habitants. És capital de comtat d'Alamosa.

## Demografia
Segons el cens del 2000, Alamosa tenia 7.960 habitants, 2.974 habitatges, i 1.769 famílies. La densitat de població era de 770,3 habitants per km².
Dels 2.974 habitatges en un 32% hi vivien nens de menys de 18 anys, en un 40,5% hi vivien parelles casades, en un 14,6% dones solteres, i en un 40,5% no eren unitats familiars. En el 33,7% dels habitatges hi vivien persones soles l'11% de les quals corresponia a persones de 65 anys o més que vivien soles. El nombre mitjà de persones vivint en cada habitatge era de 2,36 i el nombre mitjà de persones que vivien en cada família era de 3,04.
Per edats la població es repartia de la següent manera: un 24,4% tenia menys de 18 anys, un 21,8% entre 18 i 24, un 24,8% entre 25 i 44, un 18,1% de 45 a 60 i un 10,9% 65 anys o més.
L'edat mediana era de 28 anys. Per cada 100 dones de 18 o més anys hi havia 89,1 homes.
La renda mediana per habitatge era de 25.453 $ i la renda mediana per família de 33.017 $. Els homes tenien una renda mediana de 27.100 $ mentre que les dones 22.671 $. La renda per capita de la població era de 15.405 $. Entorn del 18,1% de les famílies i el 25% de la població estaven per davall del llindar de pobresa.

## Poblacions més properes
El següent diagrama mostra les poblacions més properes.